# Boussières-en-Cambrésis
Boussières-en-Cambrésis – miejscowość i gmina we Francji, w regionie Hauts-de-France, w departamencie Nord.
Według danych na rok 1990 gminę zamieszkiwało 458 osób, a gęstość zaludnienia wynosiła 95 osób/km² (wśród 1549 gmin regionu Nord-Pas-de-Calais Boussières-en-Cambrésis plasuje się na 809. miejscu pod względem liczby ludności, natomiast pod względem powierzchni na miejscu 695.).